# Grill
En traditionel grill er en anordning til tilberedning af fødevarer ved stegning. Den består af en nedre ildfast beholder (kar) til brændbart materiale og ovenover en rist (det engelske ord grill betyder rist) til den mad, som skal tilberedes. At tilberede mad på en grill kaldes at grille.
En grill kan være opmuret, eller den kan være flytbar. I visse typer grill findes desuden et spjæld, så lufttilførslen til forbrændingen kan reguleres. 
Det brændbare materiale er som regel gas eller trækul, der bringes til at gløde, før madvarer lægges på risten. Det anvendte kul er gerne i form af briketter, og de antændes normalt ved hjælp af tændvæske eller spritbriketter. Det er meget farligt at anvende flydende sprit, benzin, dieselolie eller lignende. Der findes særlige optændingsanordninger, som kan få kullene til at gløde hurtigt, før de placeres i grillen. En anden antændingsmetode er en blæselampe eller lignende. 
Madvarerne kan få en særlig aroma ved at erstatte dele af kullene med tørrede grene eller lignende. Fx giver grene af almindelig røn (også kaldet rønnebærtræ) både god duft og smag. 
Andre hjælpemidler til grillning er grillspyd til at stikke gennem madvarerne og grillhandsker til at beskytte hænderne mod varmen. Der anvendes desuden flade køkkenredskaber til at vende og flytte madvarerne på risten.
Da det er vigtigt, at varmen fordeles godt til fødevarerne, skal risten helst være af støbejern, som kan holde og afgive en passende varme. Der er som regel mulighed for at hæve eller sænke risten, så fødevarerne bringes i en passende afstand fra ilden og derved får den rigtige temperatur. Madvarerne anbringes direkte på risten, men kan også være stukket på et grillspyd eller lagt på et stykke sølvpapir (stanniol) for at undgå antænding, eller at maden falder gennem risten. 
En grill kan bruges til tilberedning af en lang række fødevarer som okse- og svinekød, hakket kød, fjerkræ, pølser, fisk og grøntsager. Maden marineres hyppigst med  madolie, som forhindrer, at den brænder fast på risten. 

## Grill med låg (lukket grill)
En lukket grill er en almindelig grill med låg. Den kan derfor bruges som både grill i traditionel forstand og som ovn med den gode varmefordeling. Desuden vil grillning under låg holde på en del af røgen, så madvarerne får en kraftigere røget smag. 
En anden fordel ved at anvende en lukket grill i det fri er, at den giver beskyttelse mod vinden, som hverken kan blæse varmen væk fra risten eller blæse aske fra gløderne op på fødevarerne. 
En kuglegrill er udformet som en kugle. Den øverste halvkugle kan åbnes eller tages af, mens madvarerne håndteres.
Typen er opfundet i 1951 af amerikaneren George W. Stephen, der opkøbte metalfabrikken Weber Bros. Metal Works. Weber er den mest kendte kuglegrill, og navnet er næsten blevet synonymt med typen.
Fordelene ved en kuglegrill er:
- Varmen kan reguleres gennem luftspjæld, der kan styre præcist: Det gør, at låget er lukket, fungerer som en varmluftovn – men med den fordel at den anvender fugtig udeluft, hvilket giver mere saftigt og mørt kød.

- Det er grundet kugleformen let at fordele kullene på risten i bunden af kuglegrillen, og der kan anvendes flere forskellige grillopsætninger (direkte, indirekte, cirkulær 50/50 m.v.) til fordeling af varmen på risten.

- Det er let at efterfylde kul under stegning, da grillristen er forsynet med hængslede åbninger i siden. Det er derfor muligt at flytte madvarerne over på den ene halvdel, mens der påfyldes kul.

En Kamado-grill er en mere avanceret type lukket grill af keramik. Designet er østasiatisk og 3000 år gammelt. Især i USA vinder kamadoen frem, da mad tilberedt på en kamado-grill er mere saftigt end på en stålkuglegrill, da varmen reflekteres ind i maden fra de keramiske indervægge. Der er et betydeligt varmetab fra en stålgrill, hvilket ikke er tilfældet i en Kamado-grill.

## Gasgrill
En gasgrill er en grill, der bruger gas som varmemiddel, fx flaskegas. Gasgrill kan både fås som indbygget i køkkenet (monteret i et komfur) eller som separat model, der kan stå udendørs. Der findes grill-typer, som i stedet for kul bruger gas (propangas eller naturgas) til opvarmning. 
Gasgrillens fordele:
- Den sviner ikke med aske og er nem at holde ren.
- Den behøver ikke optænding – den foregår som på et gaskomfur.
- Det er lige så let at regulere varmen som på et gaskomfur.
- Grillning til mange mennesker vil normalt være lettest på gasgrilltypen.
- Prisen på gas er billigere end på kul, og derfor kan man spare penge i længden.

Gasgrillens ulemper:
- Temperaturen bliver ikke lige så høj som på en trækulsgrill.
- Gasgrillen giver "grillet" smag, men smagen fra trækullene mangler, medmindre man lægger fugtige træstykker i en foliebakke under emnet, der grilles.

## Elektrisk grill
Elektriske ovne og mikroovne har tit en "grill"funktion, som imidlertid kun efterligner den egentlige grill, fordi varmen ikke fordeles via en rist, men kommer fra et elektrisk glødeelement eller fra elektrisk stråling. Man kan få elektriske grille, som bruger electricitet frem for kul. Når man skal grille på en elektrisk grill, skal man tilføre strøm til grillen via en stikkontakt.

## Andet
I overført betydning kaldes et gitter foran på en bil for en grill. Udtrykket refererer til ligheden med risten på en madlavningsgrill. På størstedelen af alle grille er der placeret et indbygget gitter. Man bruger gitteret til at holde grillmaden over ilden.